# Chassidism
Chassidism (Ashkenazisk hebreiska: חסידות [χasiˈdus]) eller chasidism är en judisk "väckelserörelse" som uppstod i början av 1700-talet i södra Polen. Grundare och ledare var den karismatiske Israel ben Eliezer (även känd som Baal Shem-tov eller Besht). Han föddes i Okup i den då sydpolska provinsen Podolien, nuvarande Ukraina, och dog i Medjibush. Namnet Baal Shem betyder Mästare av namnet på hebreiska, med tillägget Tov åsyftas det goda. Namnet antyder kunskap i praktisk kabbala, utöver mer traditionell läkekonst.

## Inriktning
Chassidismen är en ortodox gren av judendomen. Det har framförts att chassidismen skulle ha uppstått som en reaktion mot den traditionella judendomens formalisering, institutionalisering och etablissemanget av rabbiner. Modern forskning har visat, att det inte rådde något sådant motsatsförhållande under Baal Shem-tovs levnad. Motståndet mot chassidismen uppstod efter hans död. Chassidismens motståndare kallas mitnagdim, som just betyder "motståndare".

## Tro
Chassidismens grundtanke är att man i allt, även i de alldagliga tingen, kan få en intuitiv kunskap om Gud, men är i allt övrigt underställd ramar och regler för traditionell judisk religiositet. Termen chassid är hebreiska för from och har varit i bruk under mer än tvåtusen år av olika judiska grupper. Chassiderna förespråkar vid sidan av intellektet även känslan, extatisk hängivenhet parallellt med detaljerade texttolkningar av Torah, äkta intention (kavanah) framför korrekt form. Det vedertagna sättet att nå Gud var dåförtiden enbart genom de religiösa studierna, något som var få förunnat i 1700-talets Östeuropa där de flesta fick jobba hårt för att överleva. Chassidismen bröt mot detta synsätt genom att den välkomnade även de enklaste människorna. En lärd var inte nödvändigtvis en bättre jude än den fattige eller olärde. Det chassidismen tog fasta på var hur innerligt bönen bads och hur from böngivaren var. Det var även möjligt att närma sig Gud genom sång och dans, något som var ett brott mot då dominerande praxis i det judiska Östeuropa. Påståendet om att detta kan tolkas som ett mer "demokratiskt" synsätt på religionen, för att det skulle minska de troslärdes inflytande och makt då man kunde närma sig Gud på ett flertal sätt, har framförts och ifrågasatts. Påståendet om att kantorn "som traditionellt hade lett gudstjänsten togs bort så att vem som helst i församlingen kunde leda bönen var ett steg i denna riktning", är sakligt felaktigt då detta aldrig varit fallet.
Efter Baal Shem-tovs bortgång leddes chassidismen av olika sinsemellan fristående personer. Dessa levde ofta på var sin ort och påverkade och genomsyrade respektive krets på något olika sätt. Det anspråkslösa och asketiska liv som Baal Shem-tov hade levt stöddes av en del men det fanns även de som levde i ett materiellt överflöd. De rabbinska ledarna på varje ort benämndes efter orten, till exempel: Breslev-, Vishnitz-, Satmar- eller Gererchassidim, för att nämna bara några få.

## Utbredning
Tankarna inom chassidismen tilltalade många och upp emot en tredjedel av Polens tre och en halv miljon judar var fram till 1930-talet chassider. Den nazistiska Förintelsen decimerade kraftigt antalet chassider. Av drygt 100 dynastier återstod cirka 40 efter kriget. Dessa, och antalet anhängare, har dock snabbt vuxit i antal, bland annat tack vare höga födelsetal, hög motivation och social organisation. Idag finns cirka 165 000 chassider enbart i New York och cirka en kvarts miljon totalt i USA. I New York finner man det chassidiska inslaget främst i Williamsburg, Boro Park, Kiryas Joel, Crown Heights, Brooklyn och i flera särskilda samhällen i Upstate New York. Större grupperingar finns även i Kanada, Storbritannien, Belgien och Israel.